# 吴越国王陵
吴越国王陵位于浙江省杭州市，是五代十国时期吴越国的王家陵墓。陵墓包括吴越国第一代国王钱镠墓、吴越国第二代国王的王后马氏墓康陵，及钱缪的父母钱宽、水邱氏墓。2001年被列入全国重点文物保护单位，名称为临安吴越国王陵。2006年，吴汉月墓归入，名称定为吴越国王陵。

## 简介
- 钱镠墓

位于临安区锦城街道东北的太庙山南坡，面积120亩。墓上有高9米、长宽各50米的大型封土堆，有华表、石马、石羊和钱王祠。2019年被盗掘，2020年5月警方发现案情，2021年5月警方公布案情，包含金玉腰带、古剑等在内的175件被盗文物已全部追回。
- 康陵

位于临安区玲珑街道祥里村庵基山东北坡，为吴越国第二代国王钱元瓘的王后马氏墓。墓葬为砖廊石室，分前、中、后室。前室刻有壁画；后室刻有天文图，四壁有石刻浮雕和彩绘的牡丹图案。该墓是目前钱氏王室墓中保存最完好和内容最丰富的。
- 钱宽、水邱氏夫妇墓

位于临安区锦城街道西墅村明堂山，面积2000余平米，均为砖砌船形结构，分前、后室。后室内均绘有内容为二十八星宿和北斗的椭圆形天文图。墓内出土的越窑褐彩青瓷是青瓷器中的精品。
- 吴汉月墓

位于杭州市玉皇山下八卦田北面的施家山南麓。